# Unterbäch
Unterbäch é uma comuna da Suíça, no Cantão Valais, com cerca de 437 habitantes. Estende-se por uma área de 22,0 km², de densidade populacional de 20 hab/km². Confina com as seguintes comunas: Bürchen, Eischoll, Embd, Ergisch, Niedergesteln, Raron, Törbel. 
A língua oficial nesta comuna é o Alemão.